# Rhigus
Rhigus är ett släkte av skalbaggar. Rhigus ingår i familjen vivlar.

## Dottertaxa tillRhigus, i alfabetisk ordning[1]
- Rhigus aesopus
- Rhigus agricola
- Rhigus araneiformis
- Rhigus assimilis
- Rhigus atrox
- Rhigus bidentatus
- Rhigus brunneus
- Rhigus coelestinus
- Rhigus conspurcatus
- Rhigus contaminatus
- Rhigus dejeani
- Rhigus dejeanii
- Rhigus faldermanni
- Rhigus fischeri
- Rhigus gyllenhali
- Rhigus gyllenhalii
- Rhigus horridus
- Rhigus hypocrita
- Rhigus irroratus
- Rhigus lateritius
- Rhigus latruncularius
- Rhigus mannerheimii
- Rhigus melanozugos
- Rhigus multipunctatus
- Rhigus mutillarius
- Rhigus myrmosarius
- Rhigus nigrosparsus
- Rhigus obesus
- Rhigus phaleratus
- Rhigus schueppelii
- Rhigus schuppeli
- Rhigus smaragdulus
- Rhigus speciosus
- Rhigus suturalis
- Rhigus tesserulatus
- Rhigus tribuloides
- Rhigus tumidus
- Rhigus vespertilio